# Maria Carena
Maria Carena (Piossasco, 8 agosto 1891 – Roma, 9 ottobre 1966) è stata una cantante lirica italiana.

## Biografia
Debuttò nel 1917 dopo aver studiato con Virginia Ferni Germano a Torino.
Il ruolo più noto da lei interpretato fu Leonora ne Il trovatore di Giuseppe Verdi, registrata da Victor e Columbia, in cui fu apprezzata da Giacomo Puccini. Dal 1922 al 1923 fu attiva al Teatro alla Scala assieme a Maria Capuana, Aureliano Pertile e Carlo Galeffi.  A Torino si esibì nel 1936 al Teatro Regio, dove interpretò Katjuša in Risurrezione di Franco Alfano, e nel 1938 al Teatro Vittorio Emanuele, dove fu protagonista in Aida. Apparve inoltre in Fedora, in Guglielmo Tell, ne I Lombardi alla prima crociata e in Tosca.

## Repertorio
| Ruolo                   | Titolo                         | Autore     |
| ----------------------- | ------------------------------ | ---------- |
| Katjuša                 | Risurrezione                   | Alfano     |
| Margherita              | Mefistofele                    | Boito      |
| Asteria                 | Nerone                         | Boito      |
| Loreley                 | Loreley                        | Catalani   |
| Isabella d'Aragona      | Cristoforo Colombo             | Franchetti |
| Fedora Romazoff         | Fedora                         | Giordano   |
| Santuzza                | Cavalleria rusticana           | Mascagni   |
| Valentina               | Gli ugonotti                   | Meyerbeer  |
| Basiliola               | La nave                        | Montemezzi |
| Caterina la Grua        | Baronessa di Carini            | Mulè       |
| Mimì                    | La bohème                      | Puccini    |
| Floria Tosca            | Tosca                          | Puccini    |
| Giorgetta               | Il tabarro                     | Puccini    |
| Suor Angelica           | Suor Angelica                  | Puccini    |
| Anaide                  | Mosè in Egitto                 | Rossini    |
| Matilde d'Asburgo       | Guglielmo Tell                 | Rossini    |
| Giulia                  | La Vestale                     | Spontini   |
| Giselda                 | I Lombardi alla prima crociata | Verdi      |
| Elvira                  | Ernani                         | Verdi      |
| Leonora                 | Il trovatore                   | Verdi      |
| Amelia Grimaldi         | Simon Boccanegra               | Verdi      |
| Amelia                  | Un ballo in maschera           | Verdi      |
| Donna Leonora di Vargas | La forza del destino           | Verdi      |
| Aida                    | Aida                           | Verdi      |
| Desdemona               | Otello                         | Verdi      |
| Elsa di Brabante        | Lohengrin                      | Wagner     |